# مقاطعة مهدي شهر
مقاطعة مهدي شهر (بالفارسية: شهرستان مهدی‌شهر) هي مقاطعة في محافظة سمنان في إيران. عاصمة المقاطعة هي مهدي شهر . تم فصلها عن مقاطعة سمنان في عام 2007. وفقا لتعداد عام 2006 ، بلغ عدد سكان المقاطعة 42.093 نسمة.